# Dobrudjanka, Silistra
Dobrudjanka (în bulgară Добруджанка, în română Chiutuclia) este un sat în comuna Kainardja, regiunea Silistra, Dobrogea de Sud, Bulgaria. 
Între anii 1913-1940 a făcut parte din plasa Silistra a județului Durostor, România.

## Demografie
Componența etnică a satului Dobrudjanka
     Turci (22%)
     Bulgari (38%)
     Nicio identificare (40%)
     Altele (0%)
La recensământul din 2011, populația satului Dobrudjanka era de 100 locuitori. Nu există o etnie majoritară, locuitorii fiind bulgari (38,0%) și turci (22,0%). Pentru 40,0% din locuitori nu este cunoscută apartenența etnică.